# Atletica leggera ai VI Giochi panamericani
L'atletica leggera ai VI Giochi panamericani si è tenuta a Cali, Colombia, dal 30 luglio al 13 agosto 1971.

## Risultati

### Uomini
| Evento               | Oro                           | Prest.   | Argento                          | Prest.   | Bronzo                          | Prest.   |
| Corse piane          |                               |          |                                  |          |                                 |          |
| 100 metri            | Don Quarrie Giamaica          | 10,29    | Lennox Miller Giamaica           | 10,32    | Delano Meriwether Stati Uniti   | 10,34    |
| 200 metri            | Don Quarrie Giamaica          | 19,86    | Marshall Dill Stati Uniti        | 20,39    | Edwin Roberts Trinidad e Tobago | 20,39    |
| 400 metri            | John Smith Stati Uniti        | 44,60    | Fred Newhouse Stati Uniti        | 45,09    | Fernando Acevedo Perù           | 45,30    |
| 800 metri            | Ken Swenson Stati Uniti       | 1:48,08  | Art Sandison Stati Uniti         | 1:48,42  | Byron Dyce Giamaica             | 1:48,42  |
| 1500 metri           | Marty Liquori Stati Uniti     | 3:42,10  | Bill Smart Canada                | 3:43,39  | Jim Crawford Stati Uniti        | 3:43,76  |
| 5000 metri           | Steve Prefontaine Stati Uniti | 13:52,53 | Steve Stageberg Stati Uniti      | 14:00,76 | Mario Pérez Saldivar Messico    | 14:03,98 |
| 10000 metri          | Frank Shorter Stati Uniti     | 28:50,83 | Juan Martínez Messico            | 29:05,07 | Álvaro Mejía Colombia           | 29:06,97 |
| 3000 siepi           | Mike Manley Stati Uniti       | 8:42,27  | Sidney Sink Stati Uniti          | 8:42,90  | Héctor Villanueva Messico       | 8:46,09  |
| Corse ad ostacoli    |                               |          |                                  |          |                                 |          |
| 110 metri ostacoli   | Rod Milburn Stati Uniti       | 13,46    | Arnaldo Bristol Porto Rico       | 13,81    | Juan Morales Cuba               | 13,85    |
| 400 metri ostacoli   | Ralph Mann Stati Uniti        | 49,11    | Jim Seymour Stati Uniti          | 50,36    | Jacinto Hidalgo Venezuela       | 51,68    |
| Staffette            |                               |          |                                  |          |                                 |          |
| 4x100 metri          | Giamaica                      | 39,28    | Cuba                             | 39,84    | Stati Uniti                     | 39,84    |
| 4x400 metri          | Stati Uniti                   | 3:00,63  | Giamaica                         | 3:03,98  | Trinidad e Tobago               | 3:04,58  |
| Concorsi             |                               |          |                                  |          |                                 |          |
| Salto in alto        | Pat Matzdorf Stati Uniti      | 2,10 m   | Wilf Wedmann Canada              | 2,10 m   | Luis Arbulú Perù                | 2,05 m   |
| Salto in lungo       | Arnie Robinson Stati Uniti    | 8,02 m   | James "Bouncy" Moore Stati Uniti | 7,98 m   | Mike Mason Canada               | 7,65 m   |
| Salto triplo         | Pedro Pérez Cuba              | 17,40 m  | Nélson Prudêncio Brasile         | 16,82 m  | John Craft Stati Uniti          | 16,32 m  |
| Salto con l'asta     | Jan Johnson Stati Uniti       | 5,33 m   | David Roberts Stati Uniti        | 5,20 m   | Bruce Simpson Canada            | 4,90 m   |
| Getto del peso       | Al Feuerbach Stati Uniti      | 19,76 m  | Karl Salb Stati Uniti            | 19,10 m  | Mike Mercer Canada              | 18,01 m  |
| Lancio del disco     | Dick Drescher Stati Uniti     | 62,26 m  | Tim Vollmer Stati Uniti          | 61,06 m  | Ain Roost Canada                | 58,06 m  |
| Lancio del martello  | Al Hall Stati Uniti           | 65,84 m  | George Frenn Stati Uniti         | 65,68 m  | Darwin Piñeyrúa Uruguay         | 61,54 m  |
| Tiro del giavellotto | Cary Feldmann Stati Uniti     | 81,52 m  | Bill Skinner Stati Uniti         | 80,36 m  | Amado Morales Porto Rico        | 76,14 m  |
| Prove su strada      |                               |          |                                  |          |                                 |          |
| Maratona             | Frank Shorter Stati Uniti     | 2:22:40  | José Gaspar Messico              | 2:26:30  | Hernán Barreneche Colombia      | 2:27:19  |
| 20 km marcia         | Goetz Klopfer Stati Uniti     | 1:37:30  | Tom Dooley Stati Uniti           | 1:38:16  | José Oliveros Messico           | 1:40:26  |
| 50 km marcia         | Larry Young Stati Uniti       | 4:38:31  | Gabriel Hernández Messico        | 4:38:46  | John Knifton Stati Uniti        | 4:42:15  |
| Prove multiple       |                               |          |                                  |          |                                 |          |
| Decathlon            | Rick Wanamaker Stati Uniti    | 7648 p.  | Russ Hodge Stati Uniti           | 7314 p.  | Jesús Mirabal Cuba              | 7295 p.  |

### Donne
| Evento               | Oro                          | Prest.  | Argento                    | Prest.  | Bronzo                    | Prest.  |
| Corse piane          |                              |         |                            |         |                           |         |
| 100 metri            | Iris Davis Stati Uniti       | 11,25   | Stephanie Berto Canada     | 11,40   | Silvia Chivás Cuba        | 11,47   |
| 200 metri            | Stephanie Berto Canada       | 23,57   | Fulgencia Romay Cuba       | 23,70   | Esther Stroy Stati Uniti  | 23,82   |
| 400 metri            | Marilyn Neufville Giamaica   | 52,34   | Carmen Trustée Cuba        | 52,89   | Yvonne Saunders Giamaica  | 53,13   |
| 800 metri            | Abby Hoffman Canada          | 2:05,54 | Doris Brown Stati Uniti    | 2:05,90 | Penny Werthner Canada     | 2:06,32 |
| Corse ad ostacoli    |                              |         |                            |         |                           |         |
| 100 metri ostacoli   | Patricia Johnson Stati Uniti | 13,19   | Marlene Elejalde Cuba      | 13,54   | Penny May Canada          | 13,70   |
| Staffette            |                              |         |                            |         |                           |         |
| 4x100 metri          | Stati Uniti                  | 44,59   | Cuba                       | 45,01   | Colombia                  | 45,99   |
| 4x400 metri          | Stati Uniti                  | 3:32,45 | Cuba                       | 3:34,04 | Giamaica                  | 3:34,05 |
| Concorsi             |                              |         |                            |         |                           |         |
| Salto in alto        | Debbie Brill Canada          | 1,85 m  | Audrey Reid Giamaica       | 1,75 m  | Andrea Bruce Giamaica     | 1,70 m  |
| Salto in lungo       | Brenda Eisler Canada         | 6,34 m  | Silvina Pereira Brasile    | 6,35 m  | Marina Samuells Cuba      | 6,14 m  |
| Getto del peso       | Lynn Graham Stati Uniti      | 15,76 m | Grecia Hamilton Cuba       | 14,63 m | Rosa Molina Cile          | 14,50 m |
| Lancio del disco     | Carmen Romero Cuba           | 57,20 m | María Betancourt Cuba      | 51,76 m | Carol Martin Canada       | 50,04 m |
| Tiro del giavellotto | Tomasa Núñez Cuba            | 54,02 m | Sherry Calvert Stati Uniti | 51,52 m | Roberta Brown Stati Uniti | 50,94 m |
| Prove multiple       |                              |         |                            |         |                           |         |
| Pentathlon           | Debbie Van Kiekebelt Canada  | 4290 p. | Penny May Canada           | 4112 p. | Aída dos Santos Brasile   | 3887 p. |

## Medagliere
| #      | Nazione           | Oro | Argento | Bronzo | Totale |
| ------ | ----------------- | --- | ------- | ------ | ------ |
| 1      | Stati Uniti       | 25  | 16      | 7      | 48     |
| 2      | Canada            | 5   | 4       | 7      | 16     |
| 3      | Giamaica          | 4   | 3       | 4      | 11     |
| 4      | Cuba              | 3   | 8       | 4      | 15     |
| 5      | Messico           | 0   | 3       | 3      | 6      |
| 6      | Brasile           | 0   | 2       | 1      | 3      |
| 7      | Porto Rico        | 0   | 1       | 1      | 2      |
| 8      | Colombia          | 0   | 0       | 3      | 3      |
| 9      | Perù              | 0   | 0       | 2      | 2      |
| 9      | Trinidad e Tobago | 0   | 0       | 2      | 2      |
| 11     | Cile              | 0   | 0       | 1      | 1      |
| 11     | Uruguay           | 0   | 0       | 1      | 1      |
| 11     | Venezuela         | 0   | 0       | 1      | 1      |
| Totale | Totale            | 47  | 47      | 47     | 141    |